# 貴志喜四郎
貴志 喜四郎（きし きしろう、1894年2月6日 - 1933年12月14日）は、大正・昭和期の実業家。関東軍財務顧問。大阪三品取引所常務理事。

## 生涯
佐賀県藤津郡嬉野町（現・嬉野市）出身。東京帝大法科を卒業後、大阪の貴志米吉の養子となる。逓信省書記官を経て、大阪三品取引所の書記となり、のち常務理事に就任。
一方、関東軍財務顧問となり、1932年（昭和7年）建国間もない満州国政府の要請で大陸に渡る。
日蒙貿易協会の石塚忠の仲介により、当時の関東軍参謀長の小磯国昭中将と新会社の設立を計画していたが、新会社は満州産業の開発を目的としており、主に大阪・東京の少壮投資家が出資した3000万円を資本金とした。この新会社は国有企業とし、貴志喜四郎が委託経営をする予定であった。当時の満州国では内地の財閥資本に頼らない開発を目指していたため、その影響が考えられる。
1933年（昭和8年）12月、満州からの帰路に玄界灘を航行中の船・景福丸から謎の投身自殺をした。